# 畠山尚誠
畠山 尚誠（はたけやま ひさまさ/なおまさ）は、戦国時代の武将。畠山総州家（義就流）当主。
尚誠をもって、義就流畠山氏は史料から姿を消す。

## 生涯
享禄4年（1531年）、畠山在氏の嫡子として誕生したとみられる。
父・在氏は、天文18年（1549年）5月9日、細川氏綱を擁する三好長慶・遊佐長教方と細川晴元方の堺北庄における戦いにて、晴元方に味方して敗北。6月24日には江口の戦いで晴元は敗れ、晴元政権は崩壊し、これに伴い義就流畠山氏（総州家）は没落する。
その最中の同年6月4日、尚誠は、代替わり文書とも言える河内国観心寺への段銭等の免除の判物を発給しており（『観心寺文書』）、この頃までに家督を継承していたと思われる。
天文21年（1552年）には、大和国宇智郡に勢力を持っていたことが確認でき、家臣・平誠佑（左衛門大夫）や遊佐家盛（越中守）などと共に河内奪回戦を行おうとしている。当時、河内を支配する政長流畠山氏（尾州家）では重臣・遊佐長教の暗殺や萱振一門の粛清など内紛とみられる状況があり、それに乗じたものであったが、三好長慶と結ぶ政長流畠山氏の基盤は固く、この試みは失敗に終わった。
弘治2年（1556年）、畠山高政（政長流）の内衆・安見宗房が大和の布施氏を攻めた際、尚誠は布施氏に加勢しているが、この頃の義就流畠山氏は大和・河内・紀伊の国境付近の一勢力に没落していたとみられる。
永禄元年（1558年）4月21日、河内国金剛寺に段銭免除を行っている。
永禄8年（1565年）5月、三好氏による将軍・足利義輝の殺害（永禄の変）後、同年8月26日に尚誠が義輝の実弟・一乗院覚慶（後の足利義昭）からの求めに応じていることが知られるが、これ以後の尚誠の消息は不明である。
一説では松永久秀の仲介で、高政の家臣となったともいわれる。

## 子女
『信長公記』には別所吉親の妻が「畠山総州の娘」とあり、尚誠か在氏の子である可能性がある。